# Nakamura-gawa
Le fleuve Nakamura (中村川, Nakamura-gawa) est un cours d'eau du Japon situé dans la préfecture d'Aomori au Japon. Prenant sa source dans la ville de Hirosaki, il serpente au pied du mont Iwaki avant de se jeter dans la mer du Japon, à Ajigasawa.

## Géographie
Long de 44,9 km, le fleuve Nakamura s'écoule dans l'ouest de la préfecture d'Aomori, sur l'île de Honshū, au Japon. Il prend sa source sur les pentes d'une colline boisée : Shiheimori (641,7 m),, située dans l'ouest de la ville de Hirosaki. Quittant Hirosaki, son cours se dirige vers le nord, au pied du versant ouest du mont Iwaki. Il traverse, du sud au nord, le nord du bourg d'Ajigasawa, avant de se jeter dans la mer du Japon.
Le bassin versant du fleuve Nakamura s'étend sur 149 km2. Des ruisseaux et des rivières serpentant sur le versant ouest du volcan Iwaki l'alimentent.